# Liane Deicke

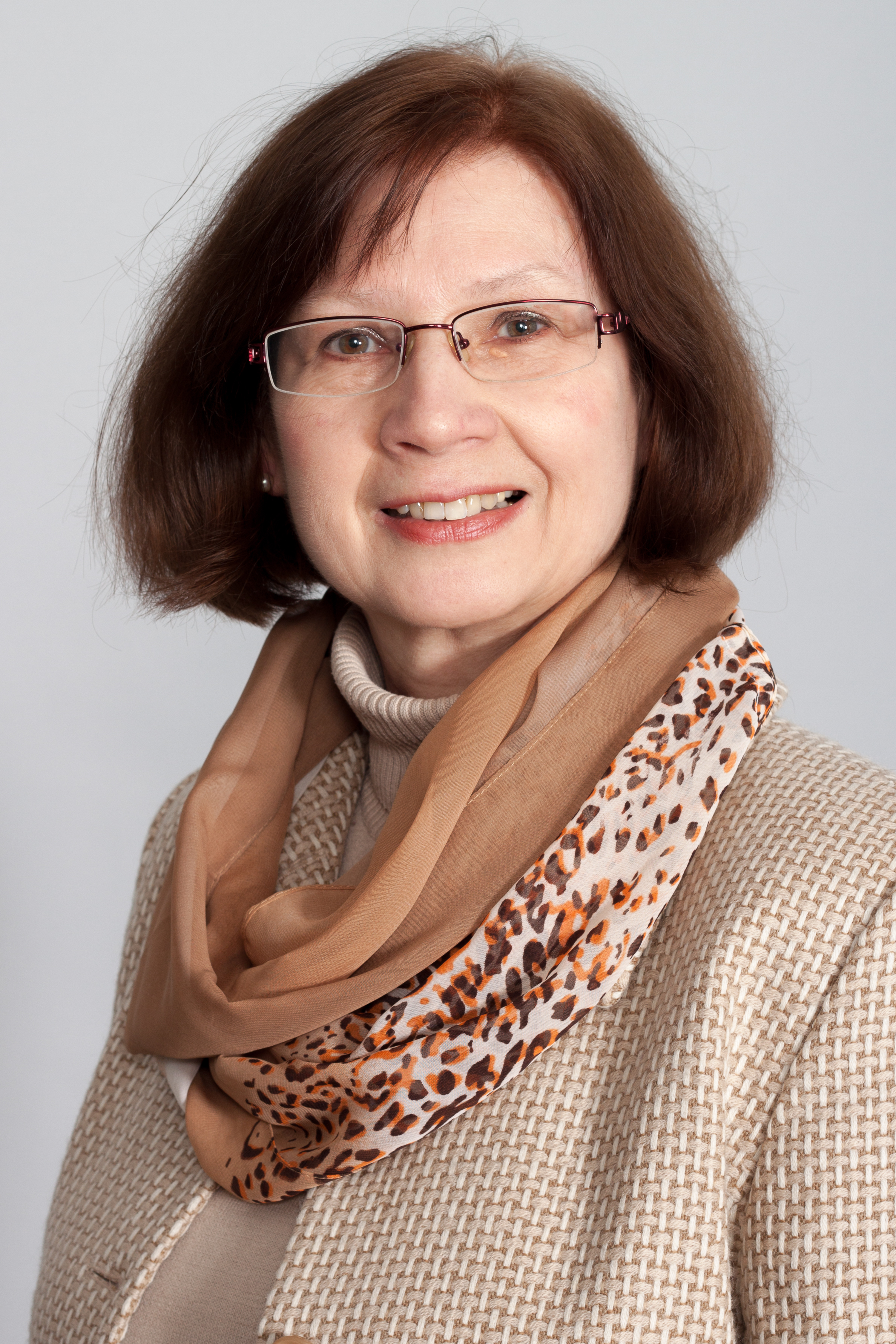
Liane Deicke 2013

Liane Ilse Anneliese Deicke (* 10. Februar 1954 in Salzwedel) ist eine deutsche Politikerin (SPD). Sie war von 2004 bis 2014 Mitglied des Sächsischen Landtags.

## Leben
Deicke wuchs in Salzwedel auf und erlangte dort im Jahr 1972 das Abitur. Anschließend studierte sie an der Technischen Hochschule Leuna-Merseburg und schloss im Jahr 1976 als Diplomchemikerin ab. Von 1976 bis 1992 arbeitete sie beim Zentralinstitut für Isotopen- und Strahlenforschung in Leipzig, zunächst als wissenschaftliche Mitarbeiterin und später als Laborleiterin. Berufsbegleitend arbeitete Deicke an ihrer Promotion, die 1991 an der Universität Leipzig erfolgte.
In den Jahren von 1992 bis 1994 war sie Referentin der Landtagsabgeordneten Maika Voigt, damals umweltpolitische Sprecherin der SPD. Von 1994 bis zu ihrer Wahl in den Landtag 2004 war sie Umweltschutzbeauftragte bei den Leipziger Verkehrsbetrieben. 
Liane Deicke ist verheiratet und hat einen erwachsenen Sohn.

## Politik
Seit 1992 ist Deicke Mitglied der SPD. Bei der Landtagswahl 2004 wurde sie über die Landesliste in den Sächsischen Landtag gewählt, im Jahr 2009 zog sie erneut über die SPD-Landesliste in den Landtag ein. Dort war sie Mitglied im Ausschuss für Umwelt und Landwirtschaft und im Petitionsausschuss. Zur Landtagswahl 2014 kandidierte sie nicht mehr.